# Niżborg Stary
Niżborg Stary – wieś na Ukrainie w rejonie czortkowskim należącym do obwodu tarnopolskiego.
Do 2020 w rejonie husiatyńskim.